# カバンストリート

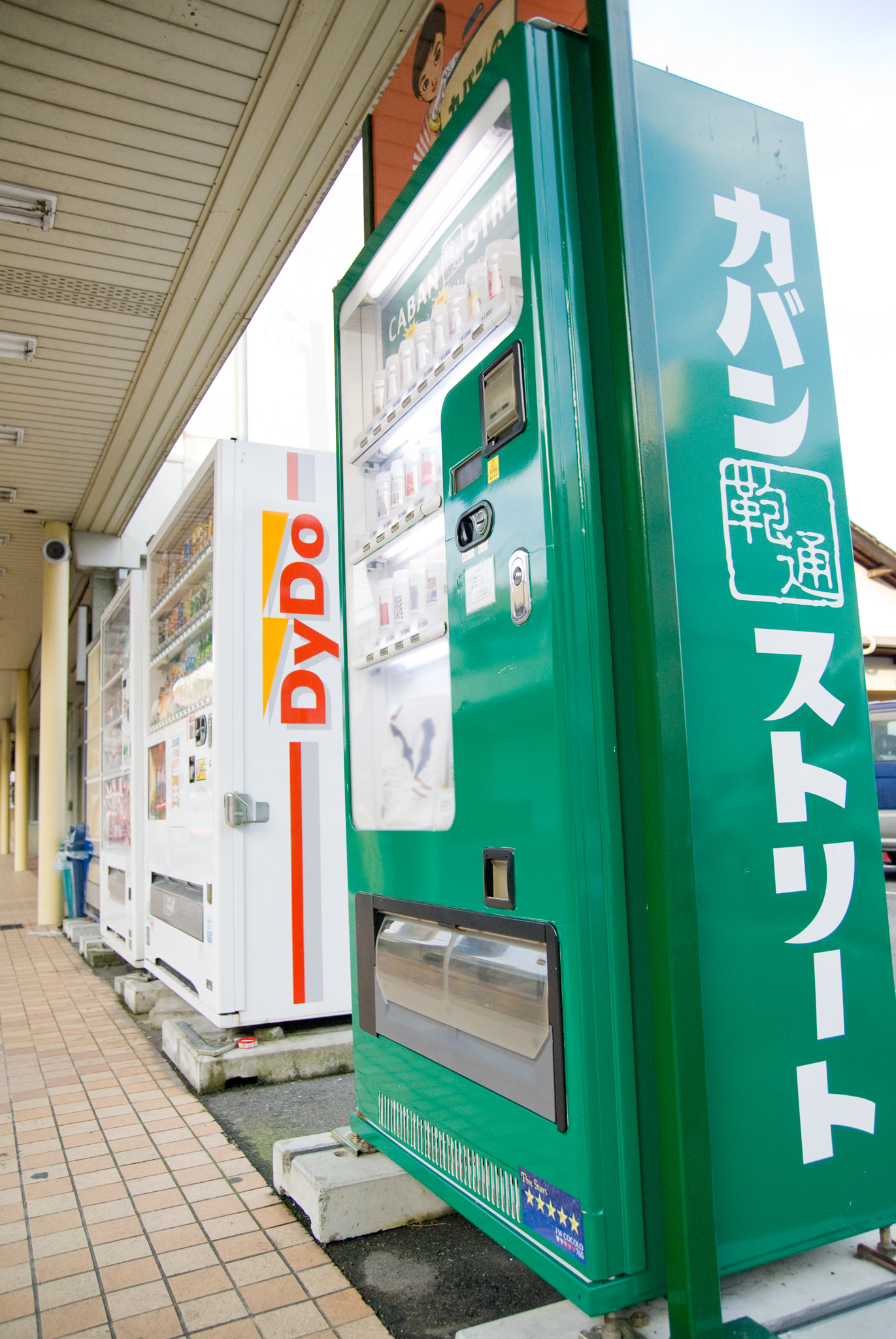
カバンの自動販売機

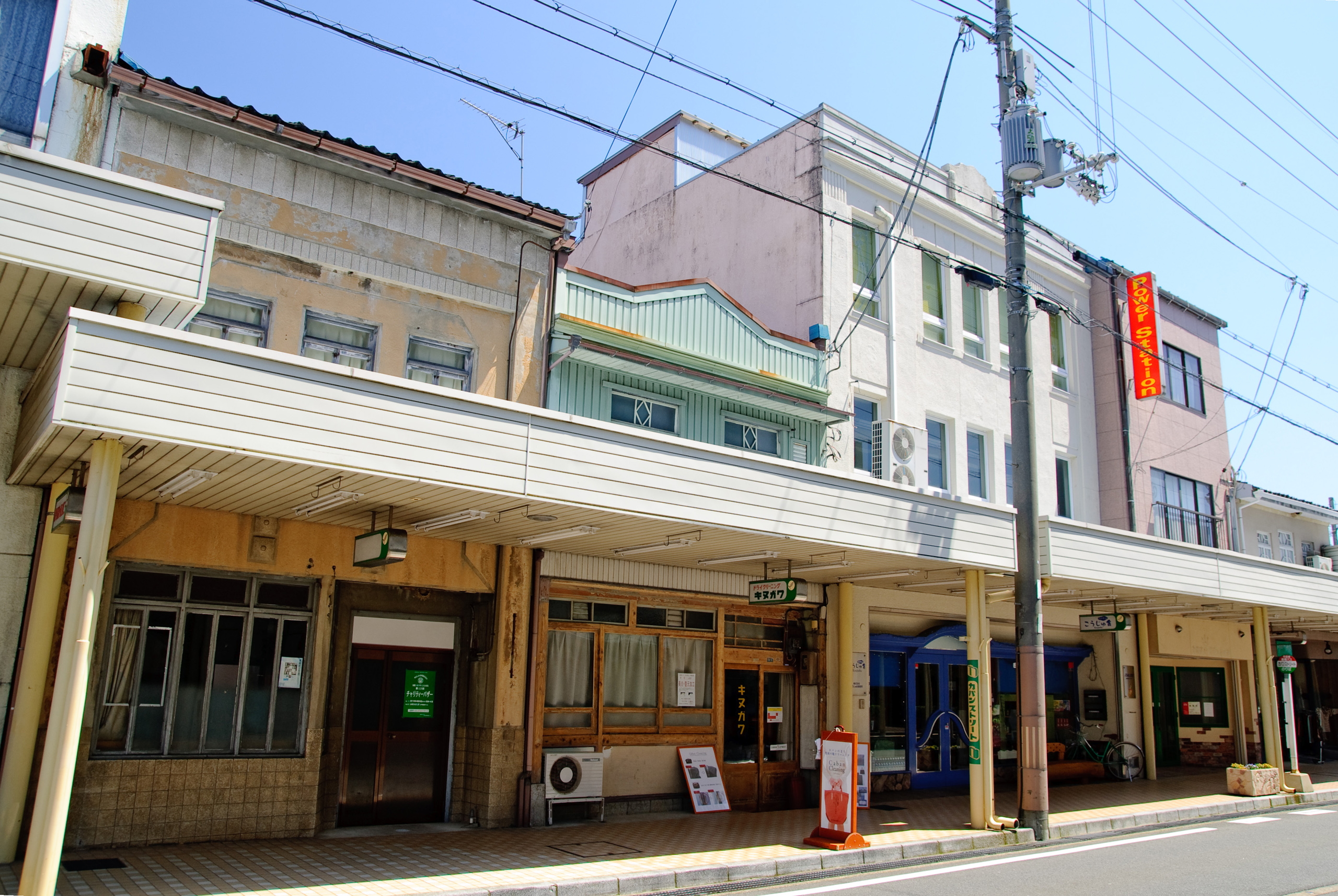
カバンストリート

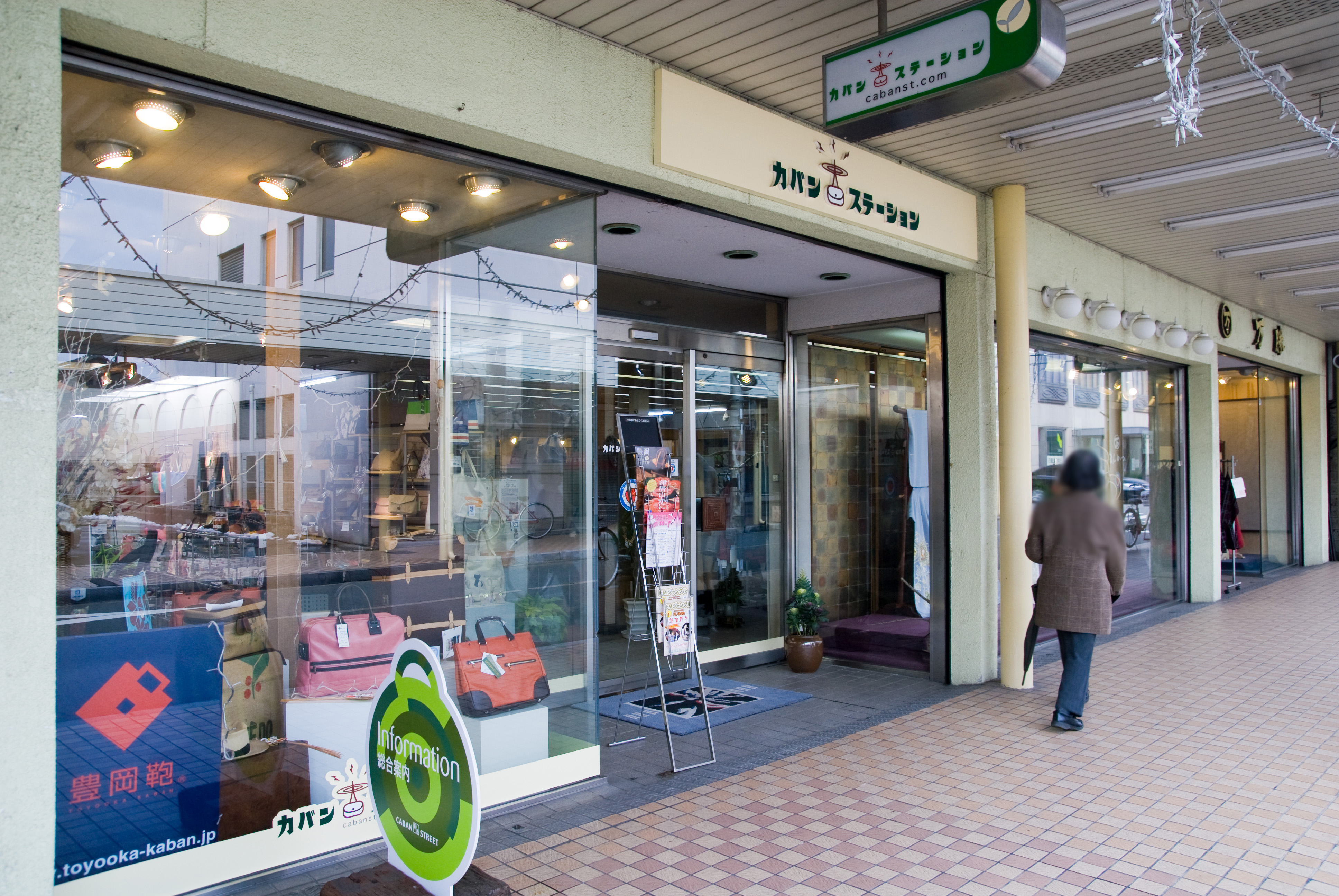
カバンステーション

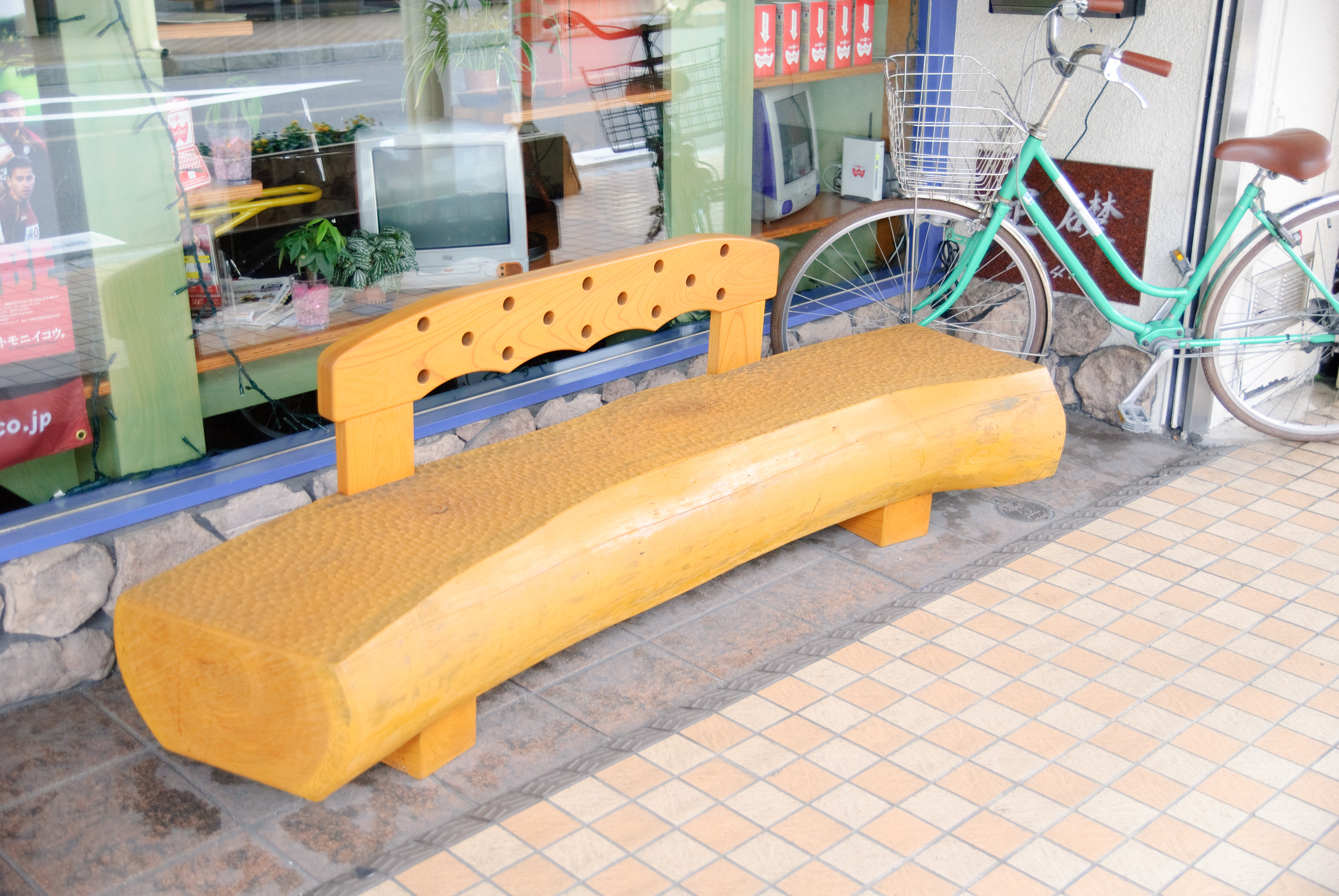
鞄の形をしたベンチ

カバンストリート（Caban Street ）は、兵庫県豊岡市にある宵田商店街の愛称。

## 概要
豊岡市中心街の目抜き通りである駅通り商店街の東端（元町交差点）から、戸牧川に架かる宵田橋に至る全長約200mの商店街で、豊田商店街と寺町商店街と接する。雁木造の鉄骨アーケードを備える。

## 活性化の取り組み
2005年3月、豊岡市の地場産業であるカバン産業と商店街が協力し「地場の産業と商店街の活性化」を目的として
「カバンストリート」として発足した。27の商店が軒を連ね、うち14店舗でカバンを販売している。
日本でも珍しい「かばんの自動販売機」が設置されている。
2009年、経済産業省・中小企業庁の「新・がんばる商店街77選」に選定された。

## 沿革
- 1921年（大正10年） - 豊田町と宵田町の道路がアスファルト舗装される
- 1925年（大正14年）5月 - 北但大震災発生、壊滅的な被害を受ける
- 1979年（昭和54年）3月 - アーケードが完成する
- 2005年（平成17年）3月 - 情報発信基地「カバンステーション」が設置される
- 2005年（平成17年）3月 - 「カバンストリート」が発足される
- 2009年（平成21年）4月- 中小企業庁「新・がんばる商店街77選」に選定される
- 2009年（平成21年）11月 - 案内看板が設置される

## 周辺情報
- 豊岡中央公園
  - 豊岡市立総合体育館
  - 豊岡市民会館
  - JAたじま豊岡支店
  - じばさんTAJIMA
- 豊岡駅（西日本旅客鉄道山陰本線・京都丹後鉄道宮豊線）
- 豊岡駅通商店街（大開通り）
  - 豊岡市役所
  - 豊岡復興建築群
- 三井住友銀行豊岡支店
- 神武山公園
- 豊岡城
- 豊岡市立図書館
- 兵庫県立豊岡高等学校
- 豊岡市立豊岡小学校

## 所在地
- 〒668-0033 兵庫県豊岡市中央町8-8

## 交通
- 豊岡駅（西日本旅客鉄道山陰本線・京都丹後鉄道宮豊線）より大開通りを東へ850m、徒歩15分
- 全但バス - 「宵田町」下車すぐ
- コバス（市街地循環バス） - 南ルート「カバンストリート」下車
- 国道312号「立野橋」交差点（豊岡市中央町7番地）左折